# Anarquismo negro

Bandeira representando o anarquismo negro

O anarquismo negro é um termo abrangente reivindicado frequentemente por pessoas e organizações anarquistas que colocam a análise das relações raciais e a luta pela libertação negra como frontal em seus engajamentos, mas que também se diferenciam em suas concepções estratégicas do anarquismo, adotando do plataformismo ao sindicalismo revolucionário, e portanto precisam ser vistos como um campo heterogêneo de práticas dentro do anarquismo. O anarquismo negro surge nominalmente a partir da ascensão das lutas pela libertação negra nos Estados Unidos da América, principalmente em organizações como o Partido dos Panteras Negras e o Exército Negro de Libertação, como também do movimento pan-africanista internacional - as contradições percebidas nessas organizações, frequentemente relativas à constituição hierárquica e vanguardista, motivaram diversos militantes à buscar e formular alternativas libertárias. Foi no cárcere que a maioria dos primeiros propositores do anarquismo negro fizeram uma crítica de suas experiências militantes e cruzaram pela primeira vez com a literatura anarquista, disponibilizada nas prisões por grupo como a Cruz Negra Anarquista.
Dessa primeira geração ficaram notáveis pessoas como, mas não apenas, Kuwasi Balagoon, Lorenzo Kom'boa Ervin, Ashanti Alston, Michael Kimble, Martin Sostre. O legado de Lucy Parsons foi fortemente revalorizado por esses militantes, como também a história e luta dos anarquistas africanos, como o nigeriano Sam Mbah. Entre os articuladores públicos recentes estão Zoé Samudzi, William C. Anderson, Mariame Kaba e Marquis Bey. No Brasil, Wallace dos Santos de Moraes é um conhecido difusor de um anarquismo negro e decolonial.
A ideias e memórias do anarquismo negro tem recebido reconhecimento geral no movimento anarquista contemporâneo, sendo dificil estabelecer fronteiras claras como se fosse uma corrente específica. Algumas organizações se destacam nesse campo, como a Black Rose Anarchist Federation / Federación Anarquista Rosa Negra, na América do norte, e a rede de Anarquistas de Cor.

## História

### Contexto
O anarquismo negro surgiu do movimento negro estadunidense, foi uma convergência de diversos ex-militantes que se tornaram críticos das orientações e contradições das principais organizações do movimento, tanto o assimilacionismo liberal do movimento dos direitos civis quanto o marxismo-leninismo parcialmente assumido do Partido dos Panteras Negras, como dos sucessos e falhas do pan-africanismo e do socialismo africano. Surgiu também da crítica do movimento anarquista de então, de composição marjoritariamente branca e por vezes indisposta com as proposições dos recém formados anarquistas negros.
O antecedente mais importante do anarquismo negro foi a crítica do movimento Black power ao movimento dos direitos civis, que era pautado no liberalismo possuia um foco institucionalizante. Apesar de que anarquistas como Ervin diferenciam partes do movimento pelos direitos civis, pois se engajaram frequentemente com organizações como o Comitê dos Estudantes Não-violentos, uma organização que ajudou à cultivar um movimento libertário por sua inicial constituição antiautoritária. Ainda assim, o percebido fracasso dos direitos civis foi interpretado pelos radicais negros como consequência da estratégia liberal subjacentem, passaram então à entender o racismo como parte de um sistema de dominação fundado na supremacia branca, contra o qual o povo negro deveria buscar construir sua autonomia política e econômica. Os anarquistas criticaram o caráter de classe média e oportunista das lideranças negras liberais, frequentemente focados em criar espetáculos ao invés de politizar verdadeiramente as massas. A compreensão de interseccionalidade do feminismo negro, que também repercutiu no programa político dos panteras negras (ainda que não na crítica do patriarcado), aliou a crítica da exploração econômica com a da subordinação racista e o continuado papel de alienação política das massas mantido pelo Estado. A ideia do nacionalismo negro de construção de autonomia política, econômica e cultural contribuiu para o desenvolvimento de práticas comunalistas que serão valorizadas pelos anarquistas, não só por parte dos panteras negras, como também organizações como a República da Nova África, Movimento de Ação Revolucionária, Liga Revolucionária dos Trabalhadores Negros, e o Exército Negro de Libertação (BLA). Esse último era caracterizado pela defesa da luta armada, e possuía influência entre outras organizações negras radicais, e alguns panteras negras circulavam também por essa organização. Os anarquistas Kuwasi Balagoon e Ashanti Alston foram membros do Exército Negro.

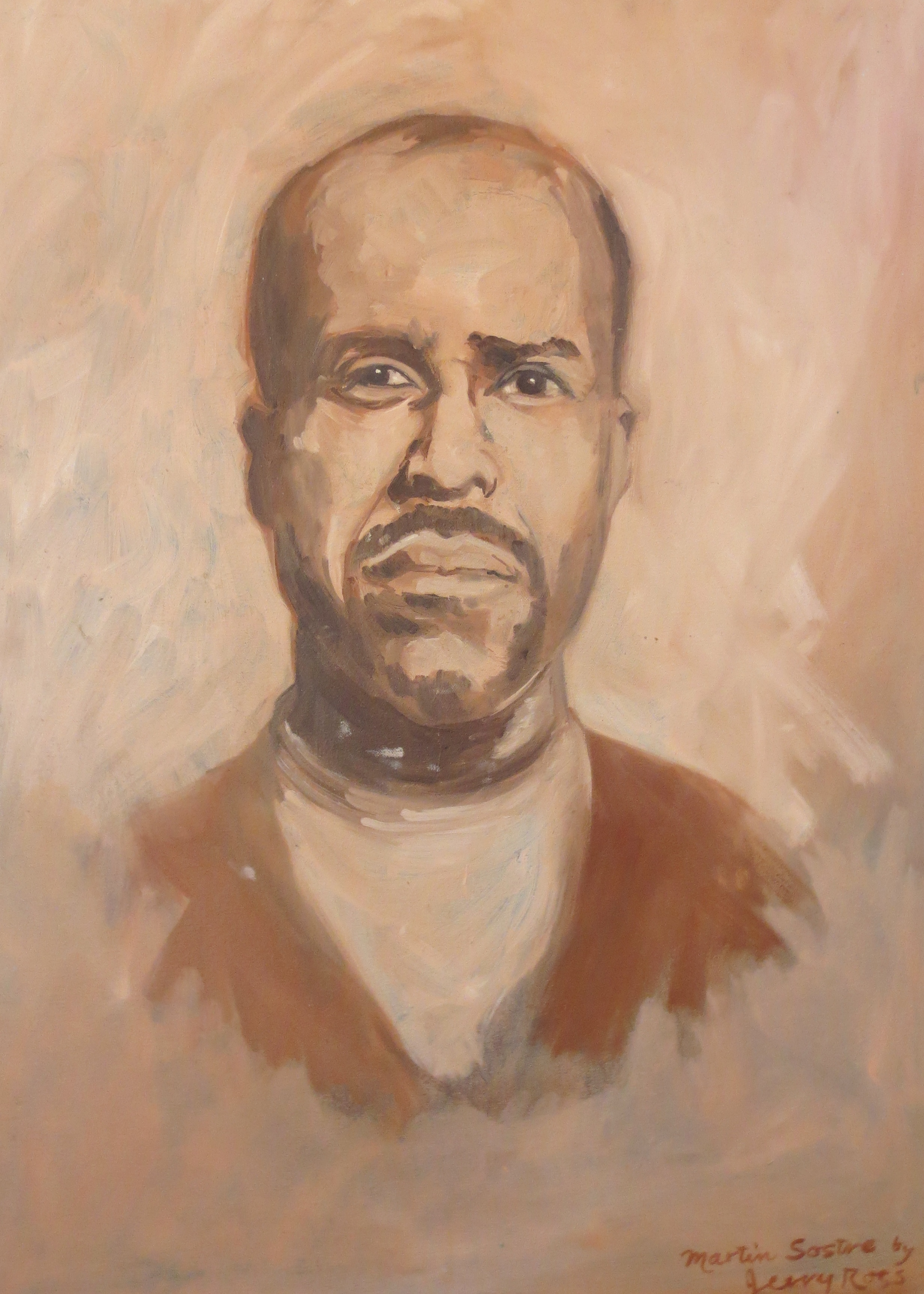
Pintura de Martin Sostre por Jerry Ross, outubro de 1970

### O anarquismo de então
O anarcopacifismo teve uma notável influência no movimento dos direitos civis na década de 1950, tanto na ação dos opositores conscientes da guerra do vietnã quanto em sua cooperação com o movimento por justiça racial. A revista Liberation, mantida por Paul Goodman, entre outros, teve contribuições de Martin Luther King em seus artigos. Bayard Rustin, quando demitido por sua homossexualidade, foi contratado pela War Resisters' League, liderada por anarquistas. O já mencionado Comitê dos Estudantes não-violentos (SNCC) possuiam profundas afinidades libertárias na época em que tinha como conselheira Ella Baker, cuja famosa declaração: “Um povo forte não precisa de líderes fortes”, é expressiva de sua política. Esses metódos organizativos são reconhecidos também nos programas comunitários mantidos pelos capítulos do Partido dos Panteras Negras, e ainda mais pelo MOVE, que segundo Ervin (1995):

Suas políticas são anarquistas, incluindo plataformas ambientais e de direitos dos animais, são contra o governo como uma instituição, a favor de comunidades autônomas, estilo de vida e sociedade cooperativos... MOVE foi a primeira
organização desde o Partido dos Panteras Negras a defender a autodefesa armada de negros e eu tenho um grande respeito por eles. Eles têm todos os elementos essenciais de uma formação política anarquista.
Inversamente, o movimento negro revolucionário também passou à influênciar as organizações anarquistas de então. A Federação Anarquista Revolucionária Amor e Raiva(Love and Rage Revolutionary Anarchist Federation), que pautou com prioridade a questão racial na América do Norte e organizou a solidariedade aos ex-panteras encarcerados na época. Lorenzo Kom'boa Ervin foi membro dessa Federação.

## Formação do Anarquismo Negro
A crise e fragmentação do Partido dos Panteras Negras foi a causa imediata do surgimento do anarquismo negro, através da convergência de militantes de afinidades antiautoritárias que se iniciaram na política através dessa organização, paralelamente, a dita crise e fragmentação propiciou inicialmente o crescimento de outras organizações negras radicais, como também uma debandada das bases para o campo da política moderado ou mesmo o abandono da política. A crise dos panteras negras foi causada por uma diversidade de fatores, entre eles a infiltração e perseguição por parte de organizações governamentais, como a CIA e o FBI, a sedução por parte da política eleitoral e o modelo de liderança e estruturas de tomada de decisão, sobre o qual os anarqusitas concentrarão suas críticas de viés antiautoritário.
(...) sinto que falhou parcialmente por causa do estilo de liderança autoritária de Huey P. Newton, Bobby Seale e outros no Comitê Central. Esta não é uma recriminação contra aqueles indivíduos, mas muitos erros foram cometidos porque a liderança nacional foi também divorciada das filiais em cidades de todo o país, e, portanto, se envolveram em “dirigismo” ou trabalho forçado ditado pelos líderes. Mas muitas contradições também foram estabelecidas por causa da estrutura da organização como um grupo Marxista-Leninista. Não havia muita democracia interna do partido, e quando as contradições vieram, foram os líderes que decidiram sobre a sua resolução, e não os membros. Expurgos se tornaram comuns, e muitas pessoas boas foram expulsas do grupo, simplesmente porque eles discordavam da liderança

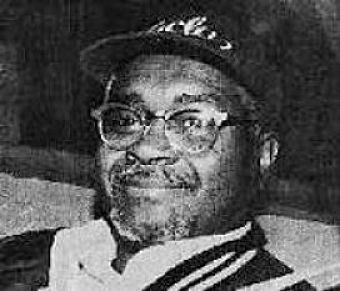
Foto de Lorenzo Kom'boa Ervin

Já Kuwasi Balagoon criticou a hierarquização prepotente do partido, e principalmente o momento em que, segundo o mesmo, perdeu sua atenção para a luta negra e passou à uma política de arrecadação de fundos que favorecia financeiramente as lideranças enquanto alienava a base. Ashanti Alston, em sua autocrítica, expressou:
(...) eu pensei que havia um problema com a minha admiração por pessoas como Huey P. Newton, Bobby Seal, e Eldridge Cleaver e com o fato de que eu os tinha co- locado em um pedestal. Afinal de contas, o que isso diz sobre você, se você permitir que alguém se estabeleça como seu líder e tome todas as suas decisões por você? O anarquismo me ajudou a ver que você, como um indivíduo, deve ser respeitado e que ninguém é suficientemente importante para pensar por você. Mesmo que nós achemos que Huey P. Newton ou Eldridge Cleaver são os piores revolucionários do mundo, eu deveria me ver como o pior revolucionário, exatamente como eles. Mesmo que eu fosse jovem, tenho um cérebro. Eu posso pensar. Eu posso tomar decisões.
A experiencia de encarceramente foi comum entre a maioria dos ex-panteras negras que se tornaram anarquistas. As operações de contra-inteligência realizadas pelo governo estadunidense vão encarcerar uma enorme quantidade de militantes negros, principalmente entre os setores mais radicalizados aos quais pertenciam a primeira geração de anarquistas negros. Martin Sostre talvez tenha sido um dos primeiros militantes do movimento negro transformado em anarquista, foi dono de uma livraria afro-americana em Buffalo, introduziu o anarquismo pela primeira vez a Lorenzo Kom'boa Ervin em 1969, mas esse só vai considerar seriamente o anarquismo quando foi preso na Alemanha Oriental em 1973 e passou à receber alguma literatura anarquista. Ashanti Alston foi introduzido anarquismo durante seu relacionamento com o fotógrafo e militante Frankie Ziths, que lhe forneceu livros anarquistas e frequentemente relacionava as experiências históricas do movimento com os dilemas e dificuldades atuais. Ojore Nuru Lutalo conheceu às críticas ao marxismo-leninismo de Balagoon em 1975. Esses dois, Balagoon e Lutalo, se descreviam frequentemente como novos anarquistas afrikanos, ao invés de anarquistas negros, como se reivindicava Ervin. Alston se nomeou anarco-pantera.

## Publicações
- Anarquismo e a Revolução Negra , Lorenzo Kom'boa Ervin, por Coletivo Sunguilar e Biblioteca Terra Livre, traduzido por Mariana Correâ dos Santos (2015)
- Black anarchism: a reader , vários autores, edição por Black Rose Anarchist Federation / Federación Anarquista Rosa Negra

- As black as resistance: finding the conditions for liberation , Samudzi, Zoé, William, Anderson C.; AK Press

- Anarcho-Blackness: notes toward a Black anarchism ; Bey, Marquis; por AK Press